# Busia, Kenya

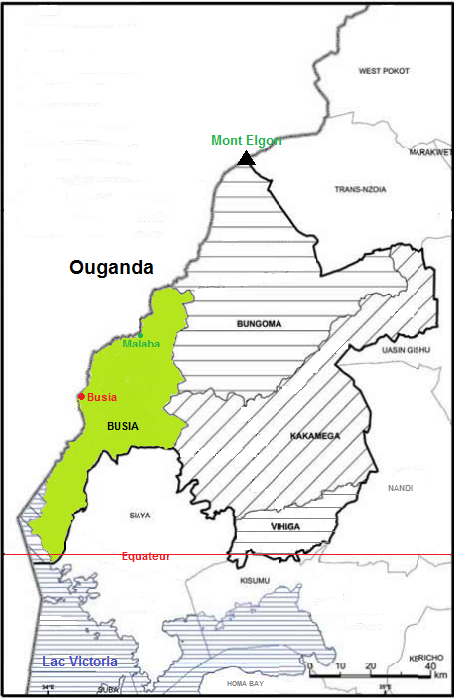
Busias läge i Västprovinsen (fransk karta).

Busia är en ort och kommun i Västprovinsen i Kenya, vid gränsen mot Uganda. Hela kommunen hade 61 715 invånare vid folkräkningen 2009, varav 40 740 invånare bodde i centralorten. Staden är administrativ huvudort för ett distrikt med samma namn. På andra sidan gränsen ligger en ugandisk stad som också heter Busia, och dessa två städer bildar ett gränsöverskridande storstadsområde med cirka 100 000 invånare.